# Rogério Moraes Ferreira
Rogério Moraes Ferreira (Bélem, 11 de enero de 1994) es un jugador de balonmano brasileño que juega de pívot en el MT Melsungen. Es internacional con la selección de balonmano de Brasil.

## Palmarés

### Vardar
- Liga de Macedonia de balonmano (3): 2017, 2018, 2019
- Copa de Macedonia de balonmano (2): 2017, 2018
- Liga de Campeones de la EHF (2): 2017, 2019
- Liga SEHA (3): 2017, 2018, 2019

### Veszprém
- Liga SEHA (2): 2020, 2021
- Copa de Hungría de balonmano (1): 2021

### Benfica
- Liga Europea de la EHF (1): 2022

### Selección nacional
| Juegos Panamericanos                      | Juegos Panamericanos | Juegos Panamericanos | Juegos Panamericanos |
| Año                                       | Lugar                | Medalla              |                      |
| ----------------------------------------- | -------------------- | -------------------- | -------------------- |
| 2019                                      | Lima                 | Medalla de bronce    |                      |
| 2023                                      | Santiago de Chile    | Medalla de plata     |                      |
| Campeonato Panamericano                   |                      |                      |                      |
| Año                                       | Lugar                | Medalla              |                      |
| 2018                                      | Groenlandia          | Medalla de plata     |                      |
| Campeonato Sudamericano y Centroamericano |                      |                      |                      |
| Año                                       | Lugar                | Medalla              |                      |
| 2020                                      | Brasil               | Medalla de plata     |                      |
| 2022                                      | Brasil               | Medalla de oro       |                      |
| Juegos Suramericanos                      |                      |                      |                      |
| Año                                       | Lugar                | Medalla              |                      |
| 2018                                      | Cochabamba           | Medalla de oro       |                      |

## Clubes
- Adena Abaetetuba
- Vila Olímpica
- THW Kiel (2015-2016)
- TSV Altenholz (2016)
- RK Vardar (2016-2019)
- MKB Veszprém (2019-2021)
- SL Benfica (2021-2022)
- MT Melsungen (2022- )